# Arachosia praesignis
Arachosia praesignis là một loài nhện trong họ Anyphaenidae.
Loài này thuộc chi Arachosia. Arachosia praesignis được Eugen von Keyserling miêu tả năm 1891.